# 凱文·特拉普
凱文·特拉普（德語：Kevin Trapp，1990年7月8日—），德國職業足球員，司職門將。現為法甲球隊巴黎FC效力。他也曾代表德國國家足球隊參賽。

## 俱樂部生涯
2018年8月31日，特拉普在2018-19賽季從巴黎聖日耳曼租借回到法蘭克福。
成功租借後，特拉普於2019年8月7日與法蘭克福續約，為期五年，價值700萬歐元。
2022年5月18日，特拉普在2021–22年歐洲聯賽決賽對上格拉斯哥流浪者的比賽於十二碼大戰時撲出阿隆·拉姆塞的點球，最終大戰5-4獲勝，法蘭克福時隔多年再次贏得歐霸盃冠軍。

## 國家隊生涯
2022年11月，特拉普入選德國隊2022年卡達世界盃26人大名單背號12號，但未有出場。

## 個人生活
特拉普未婚妻為維多利亞的秘密巴西籍超模伊莎贝尔·古拉特。
2020年10月，特拉普和德國隊領隊奥利弗·比尔霍夫一起參加了《誰是百萬富翁》節目，最終贏得了32,000歐元，該獎金捐贈給德國足協吉迪烏斯·布勞恩基金會、德國足協墨西哥援助計劃。

## 榮譽

### 球會
巴黎聖日耳曼
- 法國足球甲級聯賽冠軍：2015－2016、2017－2018賽季
- 法國盃 冠軍：2016－2017、2017－2018賽季
- 法國聯賽盃 冠軍：2016－2017、2017－2018賽季

 法蘭克福
- 歐霸盃冠軍：2021－2022賽季[4]

### 國家隊
德国
- 國際足總洲際國家盃冠軍：2017年

### 個人
- 德甲年度最佳陣容：2018－19賽季
- 欧足联欧洲联赛年度最佳陣容：2018－19賽季

## 外部連結
- Kevin Trapp在Transfermarkt上的资料
- fussballdaten.de：Kevin Trapp之統計數據 （德文）
- Soccerway資料庫：凱文·特拉普